# Deens-Zweedse Oorlog (1470-1471)
De Deens-Zweedse Oorlog was de eerste oorlog tussen Denemarken en Zweden. De Denen vielen Zweden binnen via de zee, maar werden snel verslagen in de Slag bij Brunkeberg, waarin koning Christiaan I van Denemarken verwond werd met een kanonskogel. De Deense invasie werd afgeslagen.